# Glasgow Village (Missouri)
Glasgow Village ist eine Siedlung auf gemeindefreiem Gebiet, die zu statistischen Zwecken als Census-designated place (CDP) geführt wird. Sie liegt im St. Louis County im US-amerikanischen Bundesstaat Missouri und ist Bestandteil der Metropolregion Greater St. Louis. Das U.S. Census Bureau hat bei der Volkszählung 2020 eine Einwohnerzahl von 4.584 ermittelt.

## Geografie
Glasgow Village liegt im nördlichen Vorortbereich von St. Louis, westlich des Mississippi, der die Grenze zu Illinois bildet. Die zu Illinois gehörige Flussinsel Mosenthein liegt südlich. Glasgow Village liegt auf 38°45′22″ nördlicher Breite und 90°11′58″ westlicher Länge und erstreckt sich über 2,4 km² Landfläche. 
Benachbarte Orte von Glasgow Village im Südwesten sind Riverview (1,6 km) und Jennings (7,7 km), im Nordwesten Florissant (14,5 km), im Westen Castle Point (5,6 km). Das Zentrum der Stadt St. Louis liegt 17,2 km südsüdwestlich.

## Verkehr
Östlich von Glasgow Village verläuft der Riverview Drive (MO H) entlang des Mississippi in Nord-Süd-Richtung, der im Norden Anschluss an die Interstate 270 und die Dunn Road (66) findet. Alle weiteren Straßen sind County Roads oder weiter untergeordnete innerörtliche Verbindungsstraßen.
Der Lambert-Saint Louis International Airport befindet sich 16,7 km westlich von Glasgow Village.

## Demografische Daten
Nach der Volkszählung im Jahr 2010 lebten in Glasgow Village 5429 Menschen. Die Bevölkerungsdichte betrug 2262 Einwohner pro Quadratkilometer. 61,2 Prozent der Bevölkerung waren weiblichen Geschlechts.
Ethnisch betrachtet setzte sich die Bevölkerung laut DEC-Redistricting-Daten (PL 94-171) aus dem Jahr 2020 zusammen aus 363 Weißen, 4042 Afroamerikanern, 10 amerikanischen Ureinwohnern, 2 Asiaten sowie 17 anderen ethnischen Gruppen; 15 stammten von zwei oder mehr Ethnien ab.
Laut der American Community Survey (ACS) aus dem Jahr 2019 waren 43,5 Prozent der Bevölkerung unter 18 Jahre alt, 56,5 Prozent über 18 Jahren und 5,9 Prozent davon älter als 64 Jahre. Das mittlere jährliche Einkommen eines Haushalts lag bei 33.594 USD. 42,5 Prozent der Einwohner lebten unterhalb der Armutsgrenze.